# デスルフロコックス目
デスルフロコックス目（デスルフロコックスもく、Desulfurococcales、デスルフロコッカス目）は、テルモプロテウス綱に属すクレン古細菌の目である。極めて好熱性が強いことが特徴で、105°Cを越える温度で増殖する種を多数含む。

## 概要
細胞形状は円盤状か球菌。全種が超好熱菌に分類され、90°Cを超える極度の高温環境に分布する。海洋性のものが多いが温泉などからの単離例もある。
偏性好気性のAeropyrumや、通性微好気性のPyrolobus fumariiを除き、ほとんどが偏性嫌気性生物である。他の多くのものは水素や有機物を硫黄や硝酸、チオ硫酸などを用いて代謝する。至適pHは5.5-7.5付近で、極端な好酸性や好アルカリ性を示すものはいない。

## 分類
基本的に16S rRNA系統解析の結果が分類に反映されており、デスルフロコックス科とピュロディクティウム科の2科が存在する。全種が好熱菌だが、ピュロディクティウム科の方が好熱性が高く、至適生育温度が概ね100°Cを超える。対してデスルフロコックス科は至適生育温度が80-95℃程度とやや低い。

### デスルフロコックス科
- デスルフロコックス科 Desulfurococcaceae
  - アキドコックス属 “Acidococcus”
  - アエロピュルム属 Aeropyrum - A. pernix
  - デスルフロコックス属 Desulfurococcus
  - イグニコックス属 Ignicoccus
  - イグニスパエラ属 Ignisphaera
  - スタピュロテルムス属 Staphylothermus
  - ステッテリア属 Stetteria
  - スルフォポボコックス属 Sulfophobococcus
  - テルモディスクス属 Thermodiscus
  - テルモグラディウス属 Thermogladius
  - テルモフェルメントゥム属 “Thermofermentum”
  - テルモスパエラ属 Thermosphaera

### ピュロディクティウム科
3属5種が正式に発表されている。非常に好熱性が強く、1984年から、Methanopyrus kandleriに更新される2008年まで、この科の菌が生物の最高増殖温度の記録を持っていた。Pyrolobus fumariiは最高113℃で増殖し、121°C1時間のオートクレーブに耐える菌として知られている。Strain 121（16S rRNA配列から暫定的に“Geogemma”に所属）は121℃で増殖が可能とされている。
- ピュロディクティウム科 Pyrodictiaceae
  - ゲオーゲンマ属 “Geogemma”
  - ヒュペルテルムス属 Hyperthermus
  - ピュロディクティウム属 Pyrodictium
  - ピュロロブス属 Pyrolobus - P. fumarii